# (17158) 1999 KA8
A (17158) 1999 KA8 a Naprendszer kisbolygóövében található aszteroida. A LINEAR projekt keretében fedezték fel 1999. május 18-án.